# 科爾威奇 (堪薩斯州)
科爾威奇（英語：Colwich）是一個位於美國堪薩斯州塞奇威克縣的城市。

## 地方資料
根據2020年美國人口普查的數據，科爾威奇的面積為3.46平方千米，當中陸地面積為3.46平方千米，而水域面積為0.00平方千米。當地共有人口1455人，而人口密度為每平方千米420.52人。